# Dichromodes poecilotis
Dichromodes poecilotis là một loài bướm đêm trong họ Geometridae.